# Craig Wolanin
Craig W. Wolanin (né le 27 juillet 1967 à Grosse Pointe, dans le Michigan aux États-Unis) est un joueur professionnel américain de hockey sur glace.

## Carrière de joueur
Il a été un choix de 1er tour en 1985 par les Devils du New Jersey. Il venait de terminer sa première saison dans la Ligue de hockey de l'Ontario avec les Rangers de Kitchener. Il participa à 44 parties lors de sa saison recrue en 1985-1986.
Après quelques saisons avec les Devils, il fut impliqué dans l'échange qui permit aux Devils de récupérer Peter Šťastný. Il arriva donc chez les Nordiques de Québec qui étaient en pleine reconstruction. Il aida les jeunes de l'équipe. Ses années avec les Nordiques furent récompensées lorsque ceux-ci gagnèrent la Coupe Stanley à leur première année dans leur nouveau domicile au Colorado. Il admit plus tard que son départ des Devils fut difficile, mais que ses années dans l'organisation des Nordiques furent celles qu’il avait le plus aimé.
Il signa ensuite avec le Lightning de Tampa Bay, n'y jouant que 15 parties avant d'être échangé aux Maple Leafs de Toronto. Il manqua la majorité des saisons suivantes, ne revenant au jeu qu'en 1999 avec les Vipers de Détroit de la Ligue internationale de hockey. Il prit sa retraite au terme de cette saison.

## Statistiques

### En club
| Saison     | Équipe                 | Ligue      |     | Saison régulière | Saison régulière | Saison régulière | Saison régulière | Saison régulière |   | Séries éliminatoires | Séries éliminatoires | Séries éliminatoires | Séries éliminatoires | Séries éliminatoires |
| Saison     | Équipe                 | Ligue      | PJ  | B                | A                | Pts              | Pun              | PJ               | B | A                    | Pts                  | Pun                  |                      |                      |
| 1983-1984  | Compuware de Détroit   | MNHL       | 69  | 8                | 42               | 50               | 86               | -                | - | -                    | -                    | -                    |                      |                      |
| 1984-1985  | Rangers de Kitchener   | LHO        | 60  | 5                | 16               | 21               | 95               | 4                | 1 | 1                    | 2                    | 2                    |                      |                      |
| 1985-1986  | Devils du New Jersey   | LNH        | 44  | 2                | 16               | 18               | 74               | -                | - | -                    | -                    | -                    |                      |                      |
| 1986-1987  | Devils du New Jersey   | LNH        | 68  | 4                | 6                | 10               | 109              | -                | - | -                    | -                    | -                    |                      |                      |
| 1987-1988  | Devils du New Jersey   | LNH        | 78  | 6                | 25               | 31               | 170              | 18               | 2 | 5                    | 7                    | 51                   |                      |                      |
| 1988-1989  | Devils du New Jersey   | LNH        | 56  | 3                | 8                | 11               | 69               | -                | - | -                    | -                    | -                    |                      |                      |
| 1989-1990  | Devils de l'Utica      | LAH        | 6   | 2                | 4                | 6                | 2                | -                | - | -                    | -                    | -                    |                      |                      |
| 1989-1990  | Devils du New Jersey   | LNH        | 37  | 1                | 7                | 8                | 47               | -                | - | -                    | -                    | -                    |                      |                      |
| 1989-1990  | Nordiques de Québec    | LNH        | 13  | 0                | 3                | 3                | 10               | -                | - | -                    | -                    | -                    |                      |                      |
| 1990-1991  | Nordiques de Québec    | LNH        | 80  | 5                | 13               | 18               | 89               | -                | - | -                    | -                    | -                    |                      |                      |
| 1991-1992  | Nordiques de Québec    | LNH        | 69  | 2                | 11               | 13               | 80               | -                | - | -                    | -                    | -                    |                      |                      |
| 1992-1993  | Nordiques de Québec    | LNH        | 24  | 1                | 4                | 5                | 49               | 4                | 0 | 0                    | 0                    | 4                    |                      |                      |
| 1993-1994  | Nordiques de Québec    | LNH        | 63  | 6                | 10               | 16               | 80               | -                | - | -                    | -                    | -                    |                      |                      |
| 1994-1995  | Nordiques de Québec    | LNH        | 40  | 3                | 6                | 9                | 40               | 6                | 1 | 1                    | 2                    | 4                    |                      |                      |
| 1995-1996  | Avalanche du Colorado  | LNH        | 75  | 7                | 20               | 27               | 50               | 7                | 1 | 0                    | 1                    | 8                    |                      |                      |
| 1996-1997  | Lightning de Tampa Bay | LNH        | 15  | 0                | 0                | 0                | 8                | -                | - | -                    | -                    | -                    |                      |                      |
| 1996-1997  | Maple Leafs de Toronto | LNH        | 23  | 0                | 4                | 4                | 13               | -                | - | -                    | -                    | -                    |                      |                      |
| 1997-1998  | Maple Leafs de Toronto | LNH        | 10  | 0                | 0                | 0                | 6                | -                | - | -                    | -                    | -                    |                      |                      |
| 1998-1999  | Vipers de Détroit      | LIH        | 16  | 0                | 5                | 5                | 21               | 11               | 0 | 0                    | 0                    | 12                   |                      |                      |
| Totaux LNH | Totaux LNH             | Totaux LNH | 695 | 40               | 133              | 173              | 894              | 35               | 4 | 6                    | 10                   | 67                   |                      |                      |

### En équipe nationale
| Année | Équipe     | Compétition          |    | PJ | B | A | Pts | Pun               |  | Résultat |
| 1987  | États-Unis | Championnat du monde | 9  | 0  | 0 | 0 | 32  | 7e position       |  |          |
| 1991  | États-Unis | Championnat du monde | 10 | 2  | 2 | 4 | 22  | 4e position       |  |          |
| 1991  | États-Unis | Coupe Canada         | 8  | 0  | 2 | 2 | 2   | Médaille d'argent |  |          |
| 1994  | États-Unis | Championnat du monde | 8  | 2  | 1 | 3 | 4   | 4e position       |  |          |

## Trophées et honneurs personnels
- 1996: remporte la coupe Stanley avec l'Avalanche du Colorado

## Transactions
- 6 mars 1990 : échangé aux Nordiques de Québec par les Devils du New Jersey avec des considérations futures (Randy Velischek, 13 août 1990) en retour de Peter Šťastný.
- 29 juillet 1996 : échangé au Lightning de Tampa Bay par l'Avalanche du Colorado en retour d'un choix de 2e tour (Ramzi Abid) lors du repêchage d'entrée dans la LNH en 1998.
- 30 janvier 1997 : échangé aux Maple Leafs de Toronto par le Lightning de Tampa Bay en retour d'un choix de 3e tour (échangé plus tard aux Oilers d'Edmonton, Edmonton sélectionne Alex Henry) lors du repêchage d'entrée dans la LNH en 1998.